# Tram van Melbourne
De tram van Melbourne is onderdeel van het openbaar vervoer in de stad Melbourne dat verder bestaat uit voorstadsspoorlijnen, bussen en veerboten. Melbourne heeft geen metro of tramtunnels, maar de voorstadslijnen fungeren in het centrum-gebied wel als ondergrondse metro. Het normaalsporige tramnet, links rijdend, voor tweerichtingstrams ingericht zonder keerlussen en met een lengte van 250 kilometer, wordt door Yarra Trams geëxploiteerd.
Afgezien van één lijn in Adelaide is het het enige bedrijf in Australië en Nieuw-Zeeland dat altijd is blijven bestaan. De tram van Melbourne is het grootste tramnet ter wereld en

## Kenmerken
Er worden 23 lijnen geëxploiteerd: 1, 3, 5, 6, 11, 12, 16, 19, 30, 35 (City Circle), 48, 57, 58, 59, 64, 67, 72, 75, 78, 82, 86, 96 en 109. De langste lijn is lijn 75 met 22,8 km en de kortste lijn 30 met 2,9 km.  Deze worden vanuit een achttal remises bediend: Brunswijk, Camberwell, Essendon, Kanton Glenhuntly, Kew, Malvern, Preston en Zuidoever.

## Geschiedenis

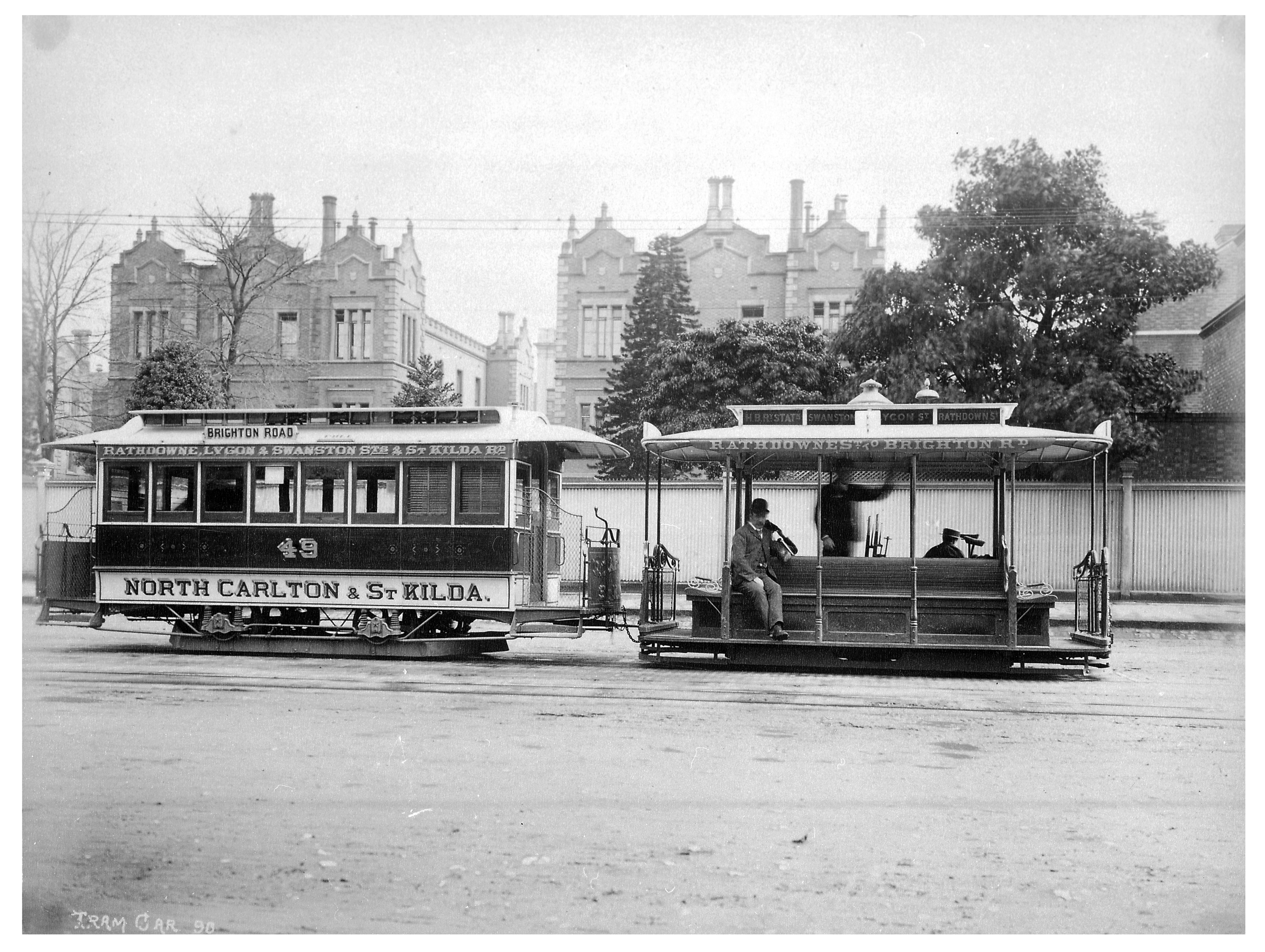
Kabeltram met bijwagen op de lijn naar St. Kilda (1905)

Na paardentrams en stoomtrams, die weinig succesvol waren, werden in 1885 door de "Melbourne tramway and omnibus company" kabeltrams ingevoerd. Het bedrijf kreeg een concessie voor 30 jaar waarbij het een alleenrecht kreeg en concurrentie werd uitgesloten. Het kabelnet werd meer steeds uitgebreid. Alleen buiten het centrum verschenen elektrische tramlijnen geëxploiteerd door verschillende particulieren maatschappijen. Dit was omdat voor de verlenging van de kabeltrams de lengte van de kabel te lang zou worden om vanuit één punt te bedienen.

### Elektrische tram
In 1916 liep de concessie van het net van 75 kilometer met 17 lijnen af en werd overgedragen naar deelstaat Victoria en werd de Melbourne & Metropolitan Tramways Board opgericht. Deze kreeg de opdracht de kabeltrams te vervangen door elektrische trams maar ook de tramlijnen van de particulieren maatschappijen over te nemen. Uiteindelijk was het elektrische tramnet pas in 1940 voltooid en verdween de laatste kabeltram. Hierdoor is het elektrische net vrij laat opgebouwd en in de jaren vijftig redelijk modern toen overal elders veel trambedrijven werden opgeheven. Ook werden in de jaren vijftig nog de buslijnen in de Bourkestraat in het centrum door tramlijnen vervangen. Hierdoor bleef het bedrijf voortbestaan omdat infrastructuur en materieel nog lang niet waren versleten. Ook was de voorzitter van het bedrijf een grote voorstander van trams.

### Vernieuwing

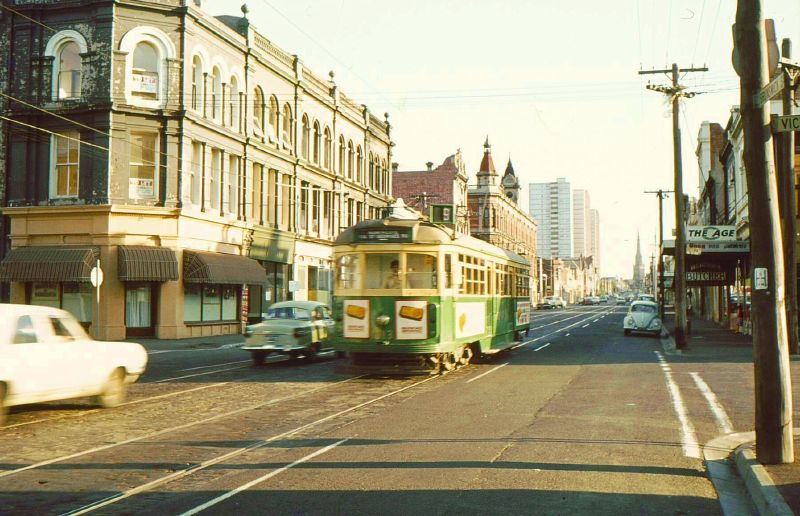
W-class tram in Brunswick Street in 1979

In de jaren zeventig stond het voortbestaan wel ter discussie. Er zou moeten worden geïnvesteerd in uitbreiding van het net en aanschaf van nieuw materieel. De vakbonden vreesde voor werkgelegenheid als de conducteurs zouden verdwijnen waarvoor in 1990 weken lang werd gestaakt. Uiteindelijk verdwenen deze in 1992 alsnog. Na de oliecrisis werd besloten tot handhaving. Vanaf 1975 werd nieuw materieel aangeschaft en in 1978 vond de eerste verlenging in twintig jaar plaats, lijn 75 naar East Burwood. In 1987 werden een tweetal voorstadsspoorlijnen omgebouwd tot tramlijn, lijn 96 naar St.Kilda Beach en lijn 111 naar Port Melbourne bij de steiger van de Spirit of Tasmania, de veerboot naar Devonport op Tasmanie. In 1993 werden lijn 42 en 111 gecombineerd tot lijn 109. In 1995 werd lijn 86 doorgetrokken naar Bundoora MRIT Campus, in 2003 lijn 75 naar Vermont South en lijn 109 naar Box Hill. In 2005 werd lijn 48 verlegd door het verlaten oude havengebied dat werd veranderd in de nieuwe stadswijk de Docklands gevolgd door lijn 11, 35, 70 en 86.

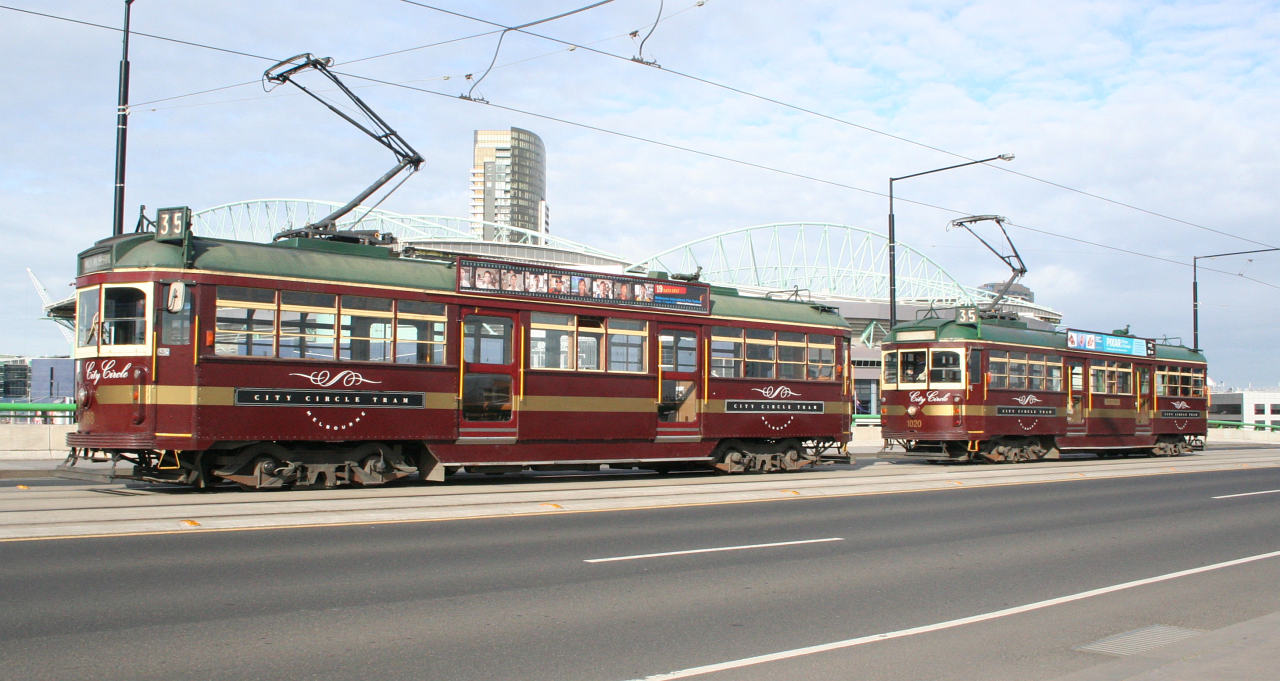
W-class op City Circle Tram, La Trobe Street, Melbourne.

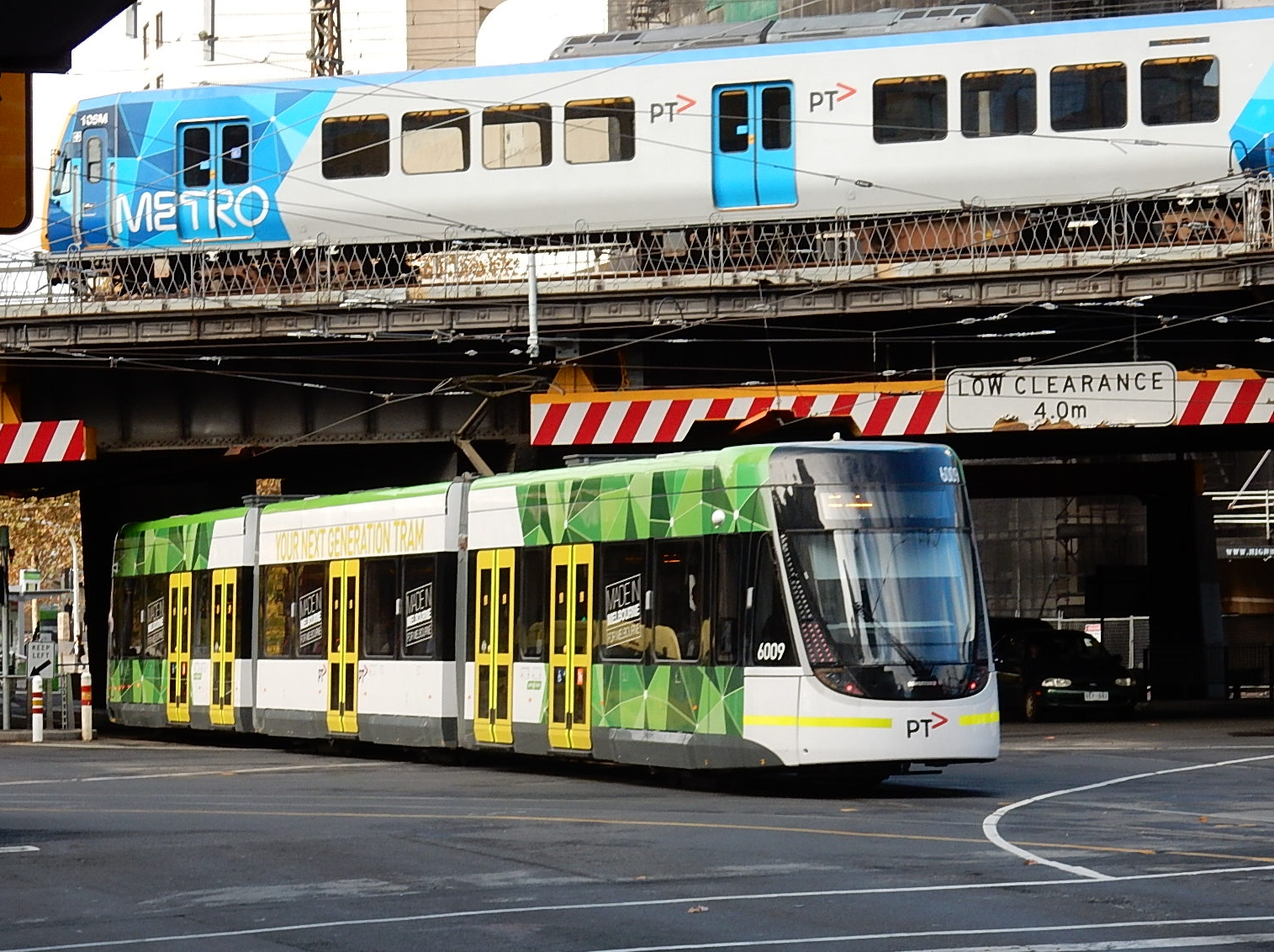
Flexity Swift kruist een Metro trein.

### Privatisering
In 1998 werd het bedrijf door de deelstaat Victoria geprivatiseerd en opgesplitst in twee bedrijven, "Swanston Trams", sinds 1999 "M>Tram" en "Yarra Trams". In 2004 trok M>Tram zich terug en werd het hele tramnet door Yarra gereden. Yarra Trams werd van 1999 tot 2009 geëxploiteerd door Transdev en sinds 2009 door Keolis Downer.

## Materieel
De kabeltrams bestonden uit een trekvoertuig met gripmechanisme en een bijwagen van het formaat van een paardentram. Op het hoogtepunt waren er 1200 trekkers. Sinds 1923 domineerde de vierassige W-class trams het bedrijf waarvan tot 1956 maar liefst 738 exemplaren zijn gebouwd in verschillende uitvoering. Tot de komst van de E-class reden ze nog op lijn 30, 78 en 79. In 2023 rijden er nog 11 van in dienst op lijn 35, de City Circle. 
Pas vanaf 1975 kwam er nieuw materieel, de Z-class waarvan er tot 1983 230 zijn gebouwd. Oorspronkelijk waren deze in tegenstelling tot de W-class oranje geschilderd maar naderhand keerde de groene kleur weer terug. Hiervan is in 2023 nog ongeveer de helft in dienst. Vanaf 1984 volgde de hoekig vormgegeven A-class waarvan er 70 zijn gebouwd. In 1987 volgde een enkelgelede versie, de B-class waarvan er 132 zijn gebouwd. 
Bij de privatisering werden de bedrijven verplicht te investeren in nieuw materieel, M>Tram kocht Combino's, zowel drie als vijfdelige en Yarra Trams Citadissen. Tussen 2013 en 2021 werden 100 driedelige gelede trams E-class Flexity Swift met vier draaistellen gebouwd in de Dandenong-fabriek van Bombardier Transportation. Vanaf 2025 wordt door de Alstom 100 stuks van de G-class geleverd. Deze trams hebben –net als de E-class– twee opgelegde wagenbakken maar zijn met hun 25m zo'n acht meter korter dan die E-class.

## Fotogalerij

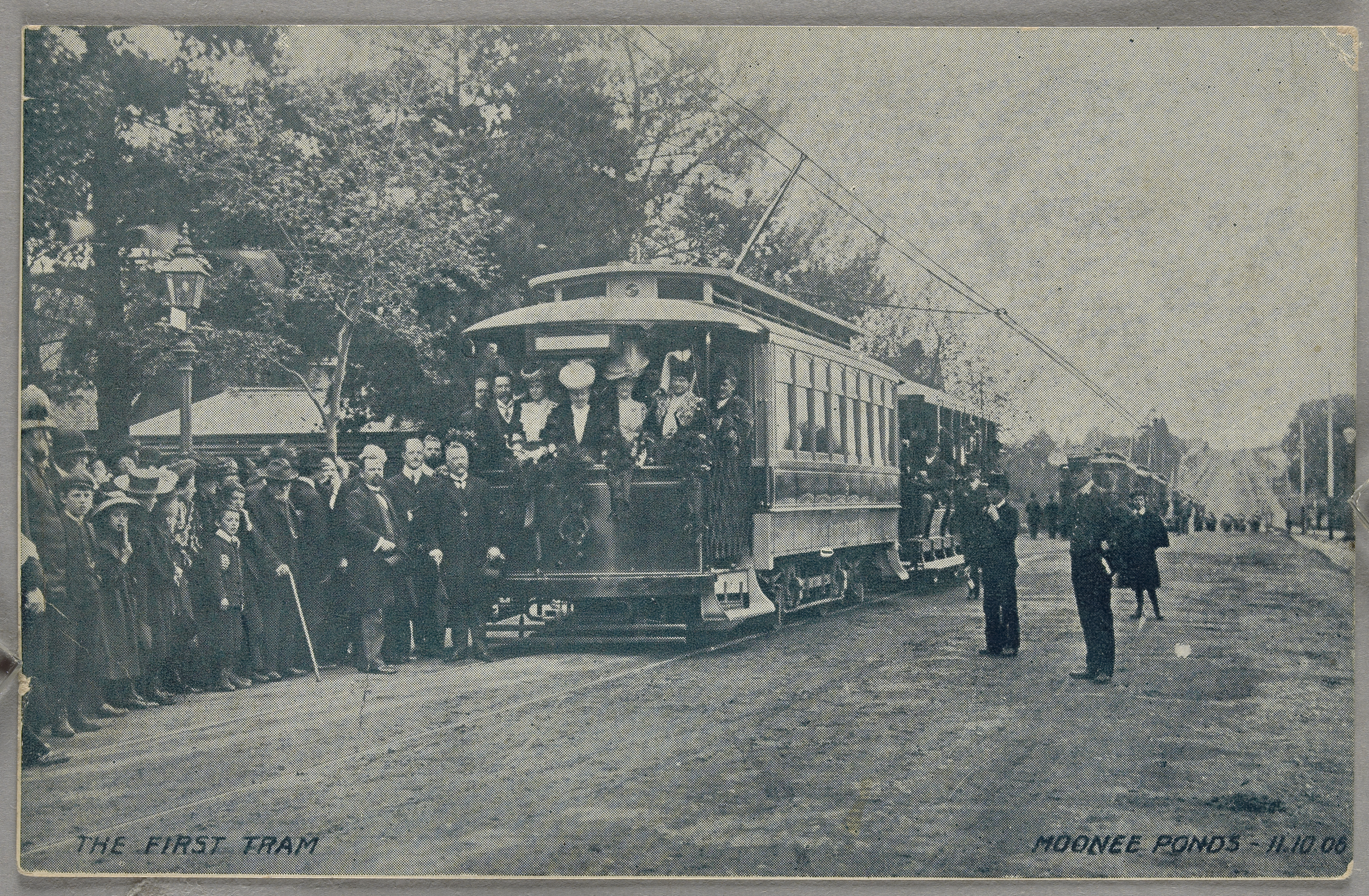
Eerste elektrische tram van de Electric Tramway & Lighting Co tram op de openingsdag
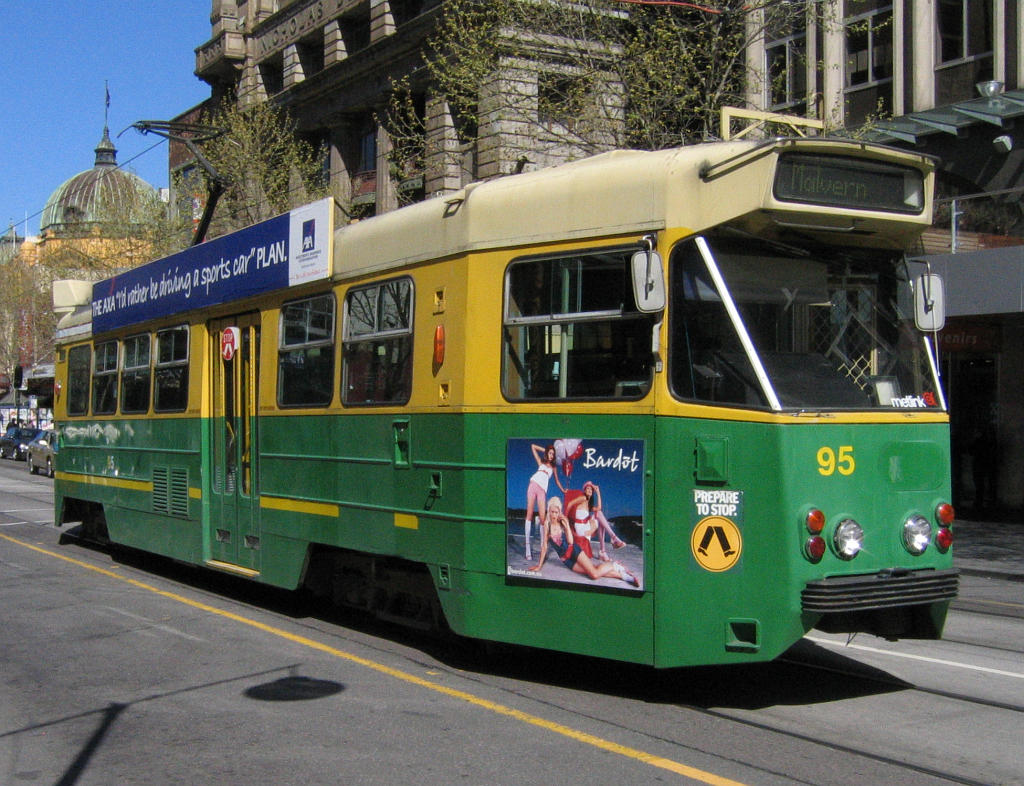
Z-class wagen 96 in Swanstonstreet
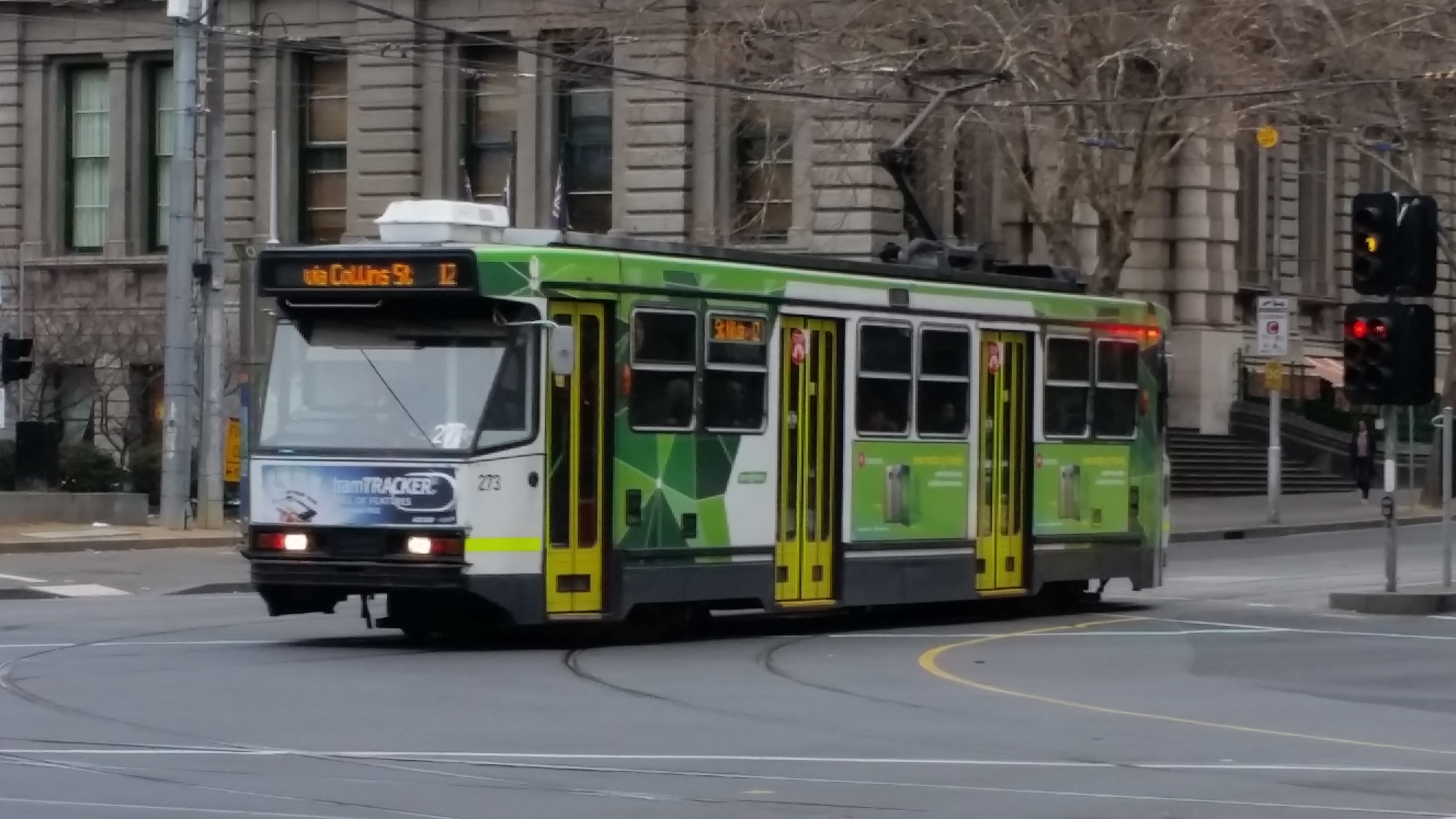
A2-class wagen 273
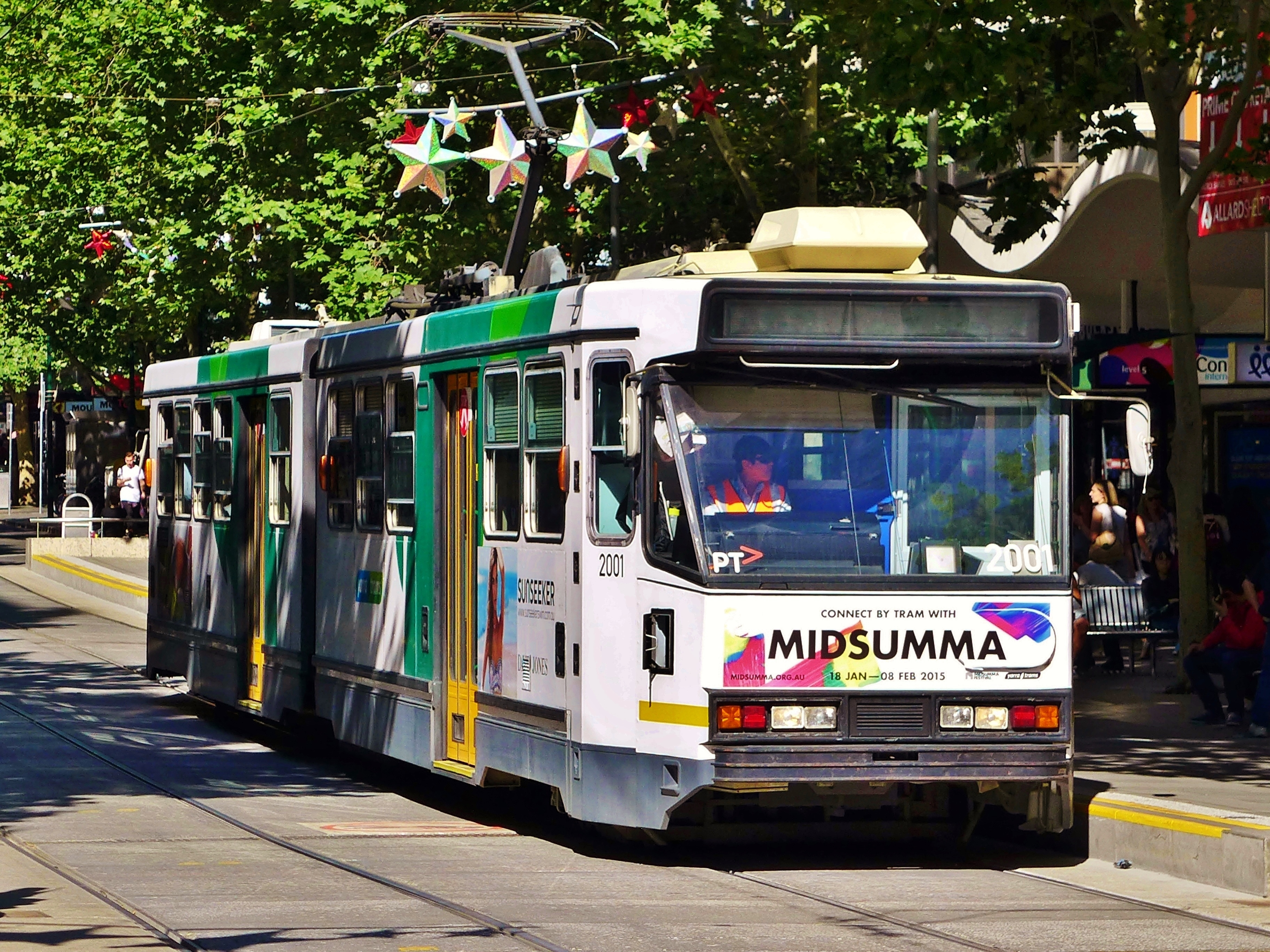
B1-class 2001
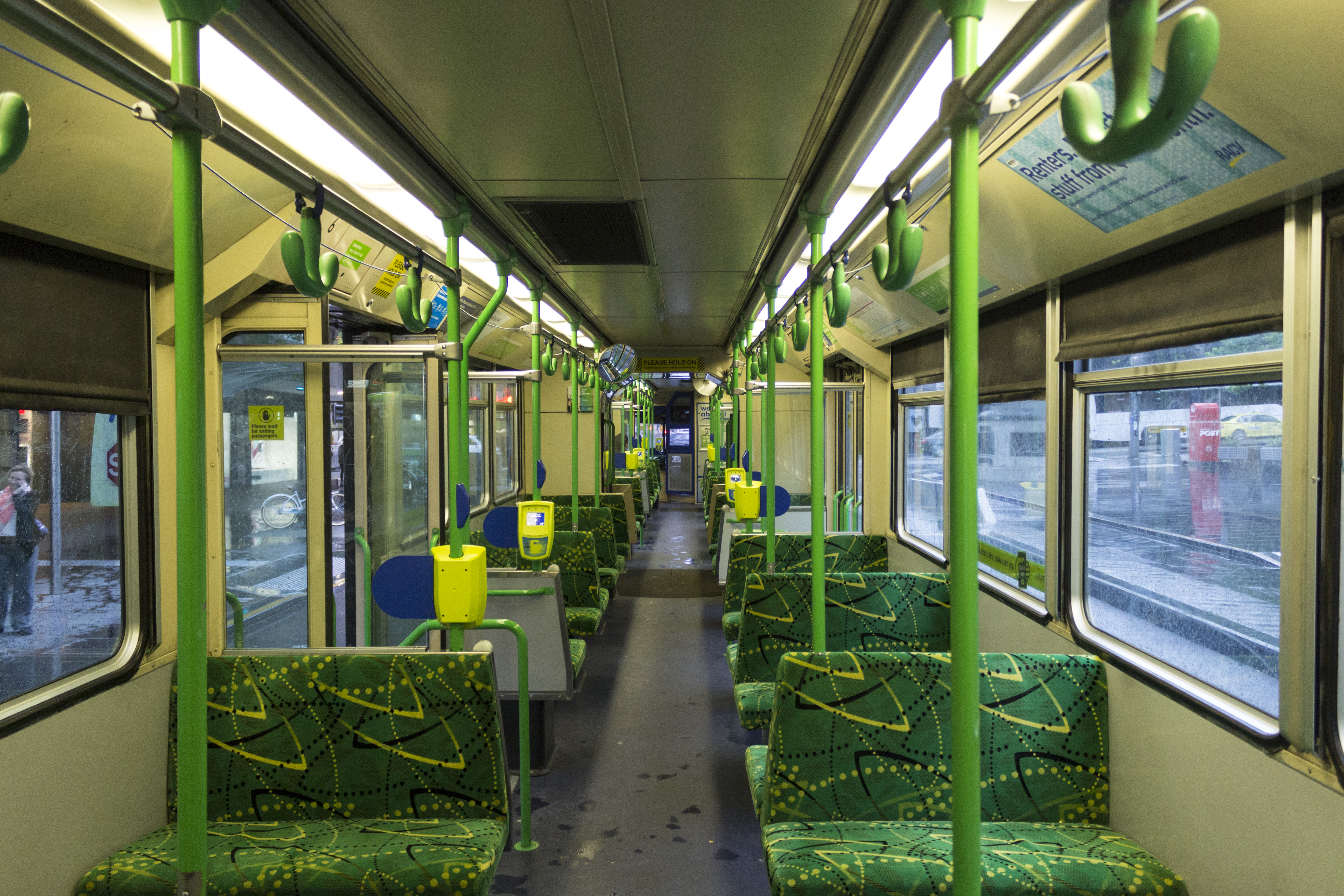
Interieur B2-class
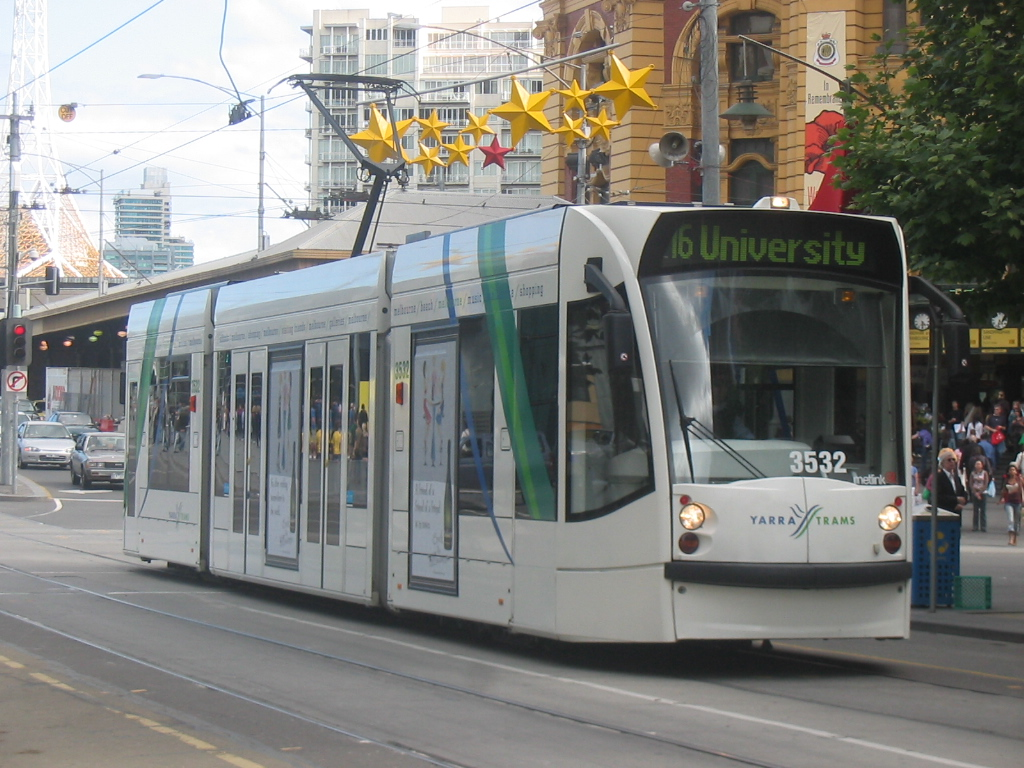
Korte driedelige Combino 3532.
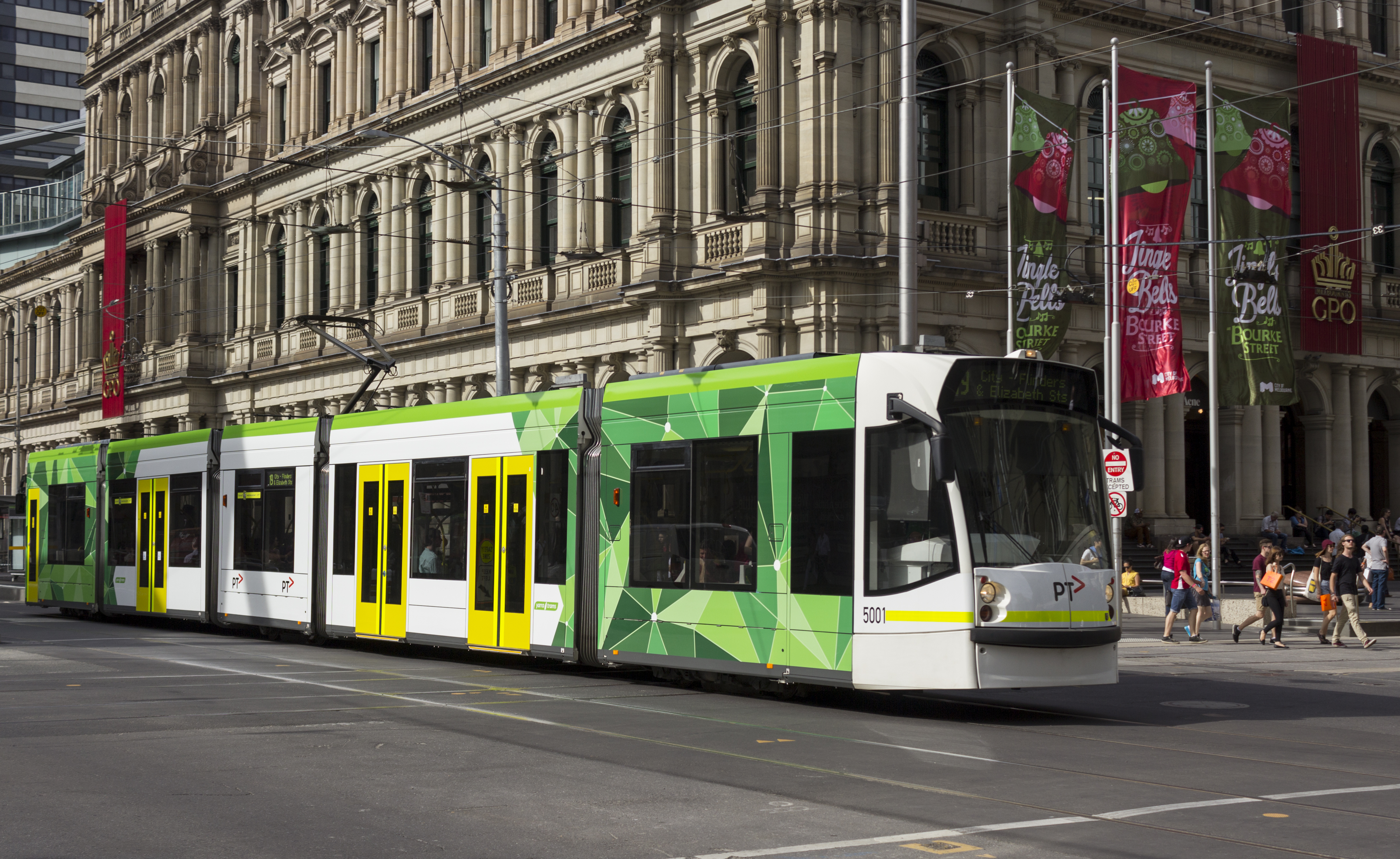
Vijfdelige Combino 5001.
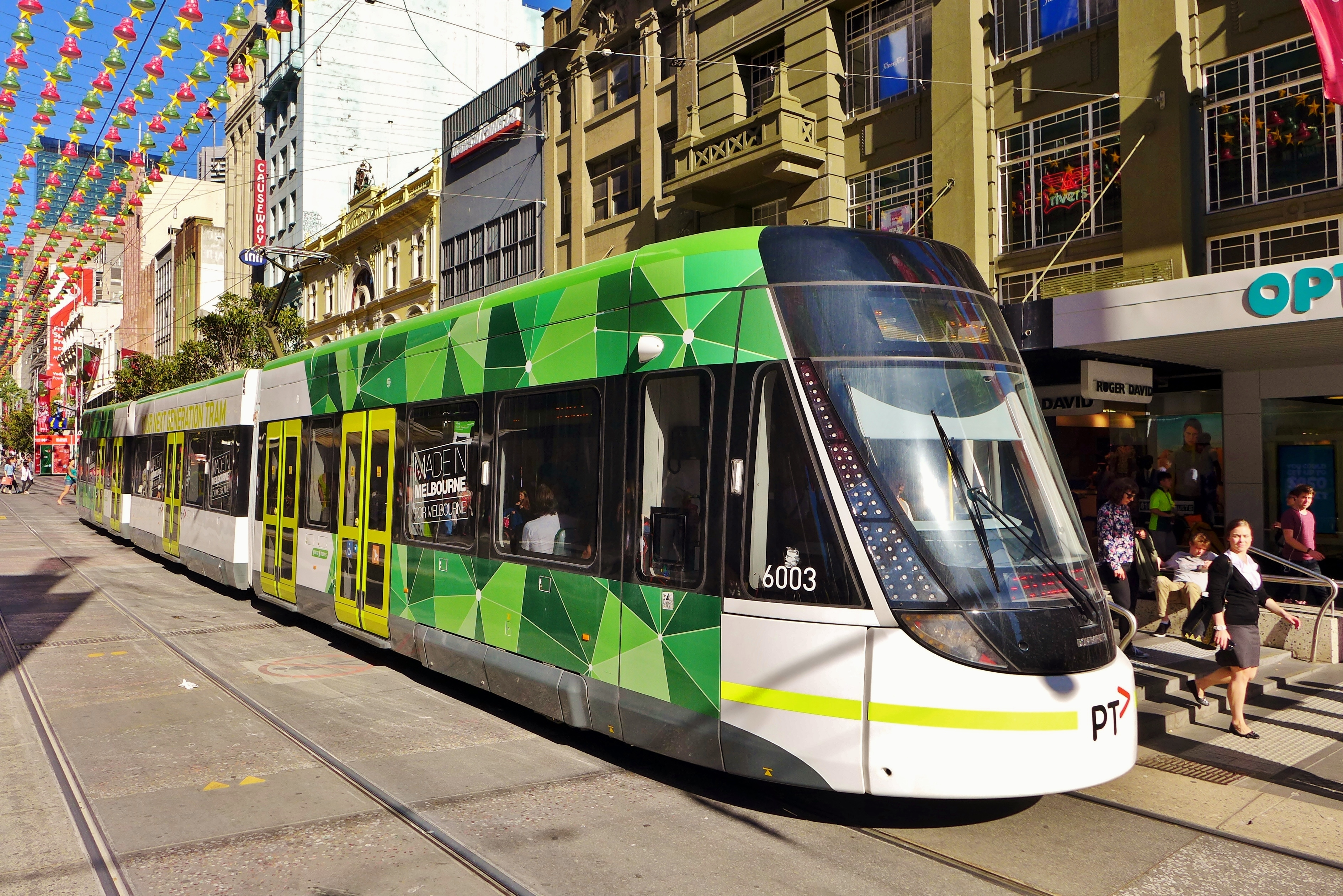
Driedelige Flexity Swift.